# 90 Антиопа
90 Антиопа (енгл. 90 Antiope) је астероид главног астероидног појаса. Приближан пречник астероида је 120,07 km, 
а средња удаљеност астероида од Сунца износи 3,155 астрономских јединица (АЈ).
Инклинација (нагиб) орбите у односу на раван еклиптике је 2,219 степени, а орбитални период износи 2047,757 дана (5,606 година). Ексцентрицитет орбите астероида износи 0,156.
Апсолутна магнитуда астероида износи 8,27 а геометријски албедо 0,060.
Астероид је откривен 1. октобра 1866. године.
Антиопа је прави бинарни астероид, који се састоји од 2 тијела скоро истог пречника, која орбитирају једно око другог.